# 조지프 존 톰슨
조지프 존 톰슨 경(영어: Sir Joseph John Thomson, OM, FRS, 1856년 12월 18일~1940년 8월 30일)은 영국의 물리학자이며, 전자와 동위원소를 발견하였고 질량 분석기를 발명하였다. 그는 기체에 의한 전기 전도에 관한 실험적 연구, 전자를 발견한 것으로 1906년 노벨 물리학상을 수상하였다.

## 생애
조지프 존 톰슨은 1856년 맨체스터에서 스코틀랜드 부모하에 태어났다. 그가 16살이었을 때 그의 아버지는 사망하였으며, 1870년에 오웬 칼리지으로 알려진 맨체스터대학에서 공학을 연구하였다. 그리고 그는 1876년에 케임브리지 대학으로 이동하여서 계속 공부하였다. 그는 1880년에 수학 학사, 1883년에 석사 학위를 받았으며, 1884년에 캐번디시 물리학 교수가 되었다. 그의 학생들 가운데에서는 훗날 유명하게 되는 어니스트 러더퍼드가 있다. 1890년에 그는 케임브리지에서 J.A. 파젯 경의 딸인 R.E. 파젯과 결혼하였으며 1명의 아들과 1명을 딸을 두었다.
현대 과학에서 그의 가장 위대한 공헌은 아마도 뛰어난 재능이 있는 선생님으로서였을 것이다. 그 이유는 그의 연구 보조자들이나 지도학생들이 훗날 물리학에서 위대한 업적을 남겼기 때문이다. 톰슨의 지도학생인 어니스트 러더퍼드나 W.H.브래그, 막스 보른, J.R.오펜하이머 등은 훗날 물리학에서 큰 공헌을 하게 된다. 그의 아들인 조지 패짓 톰슨 역시 전자의 파동성질을 증명함으로써 1937년에 노벨상을 수상하였다.
톰슨은 가스의 방전에 대한 이론적, 실험적인 조사의 공적을 인정받아 1906년에 노벨 물리학상을 수상하였다. 그리고 또한 1908년에 기사작위를 수여받았으며, 1912년에 메리트 훈장에 임명되었다. 1914년에 그는 옥스퍼드에서 원자론에 대한 강의를 하였고, 1918년부터 죽을 때까지 케임브리지 대학에서 있었다. 그는 1940년 8월 30일에 84세의 나이로 사망하였으며, 아이작 뉴턴에 가깝게 웨스트민스터 성당에 묻혔다.

## 업적

### 음극선(전자의 발견)
톰슨은 음극선과 음극선관을 가지고 전자와 원자의 구성입자의 발견에 관한 실험을 수행하였다. 그는 3개의 다른 실험에 음극선관을 사용하였다.

#### 첫 번째 실험
그의 첫 번째 실험은 음전하가 자성에 의해서 음극선으로부터 분류될 수 있는지에 관한 것이었다. 그는 양끝에 슬릿을 가진 한 쌍의 원통 음극선관을 구상하였으며, 이 양 끝의 슬릿들은 전기에 연결되었다. 톰슨은 만약 빛이 자성에 의해서 휘어진다면 빛은 양 끝의 슬릿을 통과할 수 없다고 생각을 하였다. 이 실험 결과 톰슨은 음전하가 빛으로부터 분리할 수 없다고 결론을 내렸다.

#### 두 번째 실험

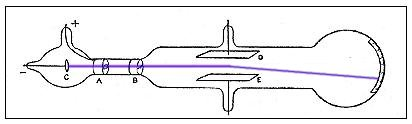
톰슨의 두 번째 실험.

그의 두 번째 실험은 빛이 전기장에 의해서 휘어질 수 있는지에 대한 것이었다. 이전의 실험자들은 모두 실패하였으나, 톰슨은 그들의 실험이 미량의 가스를 포함하고 있었기에 실패했다고 예측했다. 따라서 톰슨은 완전한 진공과 음극선관을 가지고 실험을 하였고, 음극선관의 한쪽 끝을 인광된 페인트로 덮었다. 그 결과 톰슨은 빛이 전기장의 영향을 받아서 휘는 것을 발견하였고(음전하가 가리키는 방향으로)
실험을 성공적으로 완성하였다.

#### 세 번째 실험

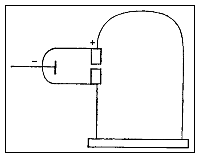
톰슨의 세 번째 실험.

그의 세 번째 실험은 전기장의 세기와 전기장에 따라서 빛이 얼마나 휘는지를 계산함으로써, 질량과 전하의 비(m/e)를 측정하는 것이었다. 그는 입자들이 매우 낮게 혹은 높게 대전되었다고 말하면서, 질량과 전하비율이 수소이온보다 1000배정도 낮은 것을 발견하였다. 그의 실험 결론은 대담하였다. 음극선은 소체라고 불리는 작은 입자들로 이루어져 있고, 이 소체들은 원자에서 왔다. 이로 인해서 원자는 나눌 수 있다. 톰슨에 의해 발견된 이 소체들은 전자라고 불리게 되었다.
톰슨은 양전자의 바다에 헤엄을 치는 이 소체들로 구성된 원자를 상상하였다. 훗날 어니스트 러더퍼드가 양전하는 원자의 핵심에 모여있다는 것을 보였을 때 이 모델은 틀린 것이라고 증명되었다.

### 동위원소와 질량분석

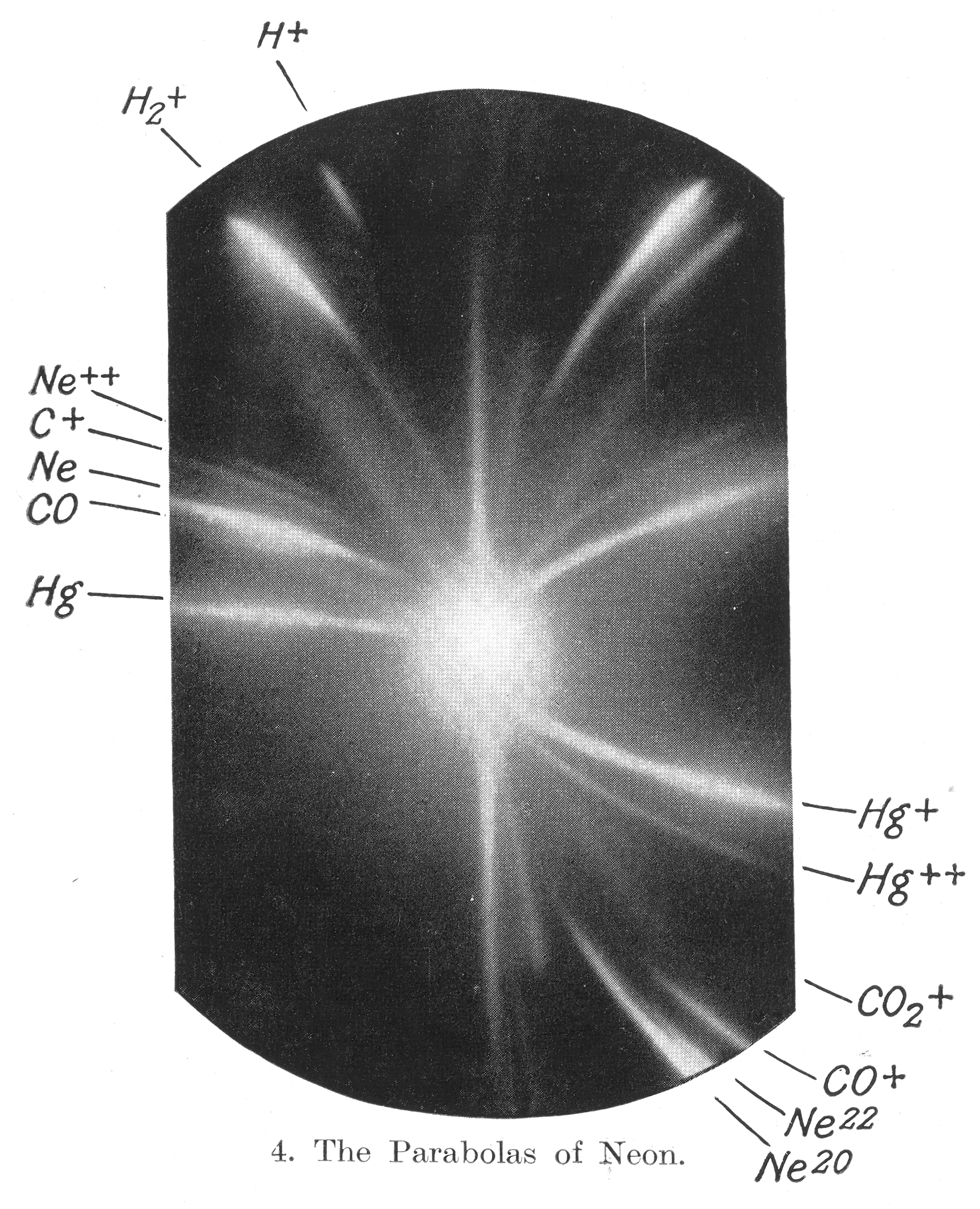
오른쪽 아래에는 네온의 동위원소인 네온-20, 네온-22.

1913년 커낼선의 구성에 관한 실험 중에서 톰슨은 이온화된 네온의 흐름에서 빗나가는 것들을 확인하였다. 따라서 두개의 빗나간 흐름을 가지고 톰슨은 네온이 2가지 다른 원자 질량(네온-20, 네온-22)을 가지고 있다고 결론 내렸다. 이것은 동위원소에 대한 첫 번째 증거였다.(프리드리히 소디는 방사성 원소의 부식을 설명하기 위하여 동위원소의 존재를 이전에 이미 제안하였다.) 톰슨의 질량에 의한 네온 동위원소의 분리는 질량분석의 첫 번째 사례였으며, 톰슨의 지도학생인 F.W.애스턴과 A.W.애스턴에 의해서 일반적인 방법으로 개발되었다.

### 기타
톰슨은 연구 자체에만 몰두하는 과학자는 아니었다. 그는 과학자로서 유용한 많은 연구 결과를 내는 동시에 캐번디시연구소의 매우 성공적인 관리자이기도 했다(이곳에서 R.E. 파젯를 만났으며 그들은 1890년 결혼했음). 그는 연구계획을 시행했을 뿐만 아니라 대학교나 칼리지의 지원을 거의 받지 못한 상태에서 주로 학생들이 낸 수업료를 연구소 건물을 2채 더 짓는 데 출자했다. 왕립학회가 영국의 모든 대학교와 과학분야를 지원하는 데 쓰는 약체 정부보조금의 일부를 받은 것을 제외하고는 캐번디시연구소는 다른 어떤 정부보조금도 받지 못했고 자선단체나 산업체로부터의 기부금도 없었다. 헌신적인 한 부원의 기증으로 톰슨의 양극선 연구에 필수적인 작은 액체-공기 기계를 구입할 수 있었는데, 그의 양극선 연구는 최근 발견된 원자핵에 대한 지식을 크게 증대시켰다. 물리학에 있어서의 그의 업적은 자신이 이룩한 연구만큼이나 다른 사람들의 연구를 크게 자극시켰다는 데 있다. 1895~ 1914년에 일군의 사람들이 세계 각국에서 왔고 그 밑에서 연구한 뒤 많은 사람들이 외국에서 교수가 되었다. 그의 제자들 중 7명이 노벨 물리학상을 받았다. 톰슨은 가르치는 의무를 매우 진지하게 생각했으며 정규적으로 오전에 초급반 강의를, 오후에 대학원 강의를 했다. 그는 가르치는 일이, 당연하게 여겨질 기본 개념을 재고하게 해주기 때문에 연구자에게 도움이 된다고 생각했다. 그는 결코 새로운 연구분야에 참여하려는 사람에게 기존의 연구결과를 읽고 시작할 것을 권하지 않았다. 먼저 자신의 개념을 명확하게 한 후에 기존의 연구들을 읽는 것이 현명하다고 생각했는데, 그렇게 함으로써 자신의 생각에 변화를 줄 만큼 크게 영향을 받지 않고 다른 사람의 연구보고를 읽을 수 있다고 생각했다.

## 수상
- Royal Medal (1894년)
- Hughes Medal (1902년)
- 노벨 물리학상 (1906년)
- Copley Medal (1914년)

## 서훈
- 1908년 Knight Bachelor(기사작위) 서임
- 1912년 오더 오브 메리트(Order of Merit, OM)

## 같이 보기
- 원자 모형